# Bao Đầu
Bao Đầu (chữ Hán giản thể: 包头市, bính âm: Bāotóu Shì, âm Hán Việt: Bao Đầu thị, tiếng Mông Cổ: ᠪᠤᠭᠤᠲᠤ ᠬᠣᠲᠠ Buɣutu qota, Бугат хот) là một thành phố cấp địa khu tại Khu tự trị Nội Mông Cổ, Cộng hòa Nhân dân Trung Hoa. Tên gọi trong tiếng Mông Cổ (Bao Khắc Đồ) có nghĩa là thành phố với hươu và một tên gọi khác trong tiếng Trung của thành phố (鹿城, Lộc Thành) cũng có nghĩa là thành phố hươu. Thành phố cấp tỉnh này có diện tích 27.691 km², dân số năm 2006 là 2,60 triệu người. Đây là thành phố lớn nhất Nội Mông Cổ. GDP năm 2006 là 101 tỷ nhân dân tệ. Bao Đầu có một sân bay riêng.

## Phân chia hành chính
Về mặt hành chính, thành phố cấp địa khu này được chia thành 9 đơn vị cấp huyện gồm 6 quận, 1 huyện và 2 kỳ.
- Quận: Côn Đô Luân, Thanh Sơn, Đông Hà, Cửu Nguyên, Thạch Quải, Bayan Obo.
- Huyện: Cố Dương.
- Kỳ: Kỳ Thổ Mặc Đặc Hữu, Đạt Nhĩ Hãn-Mậu Minh An.

Trung tâm hành chính của địa cấp thị đặt tại quận Côn Đô Lôn.

## Địa lý
Bao Đầu nằm trên bờ bắc sông Hoàng Hà tại khu vực vòng cung lớn của nó (tiếng Trung: 河套; bính âm: hétào hay Hà Sáo). Tọa độ địa lý: từ 109°50' tới 111°25' kinh đông và từ 41°20' tới 42°40' vĩ bắc. Thành phố này nằm trên độ cao khoảng 1.050 m. Vào cuối năm 2006, Bao Đầu có 2,60 triệu dân cư có đăng ký (thường trú và tạm trú) so với 2,0802 triệu năm 2002. Thành phố này có dân số nội đô khoảng 1.317.680 và dân số trong khu vực vùng đô thị là 1.750.000 người.

### Khí hậu
Bao Đầu có khí hậu bán khô hạn ( Köppen BSk ), được đánh giá bằng mùa đông dài, lạnh và rất khô, mùa hè nóng, hơi ẩm và gió mạnh, đặc biệt là vào mùa xuân. Nhiệt độ thường giảm xuống dưới -15 °C (5 °F) vào mùa đông và tăng trên 30 °C (86 °F) vào mùa hè. Lượng mưa hàng năm xấp xỉ 300 milimét (11,8 in), với hơn một nửa lượng mưa rơi vào tháng Bảy và tháng Tám. Do sự khô cằn và độ cao, chênh lệch nhiệt độ giữa ngày và đêm có thể rất lớn, đặc biệt là vào mùa xuân. . 
| Dữ liệu khí hậu của Bao Đầu (1971−2000)  | Dữ liệu khí hậu của Bao Đầu (1971−2000) | Dữ liệu khí hậu của Bao Đầu (1971−2000) | Dữ liệu khí hậu của Bao Đầu (1971−2000) | Dữ liệu khí hậu của Bao Đầu (1971−2000) | Dữ liệu khí hậu của Bao Đầu (1971−2000) | Dữ liệu khí hậu của Bao Đầu (1971−2000) | Dữ liệu khí hậu của Bao Đầu (1971−2000) | Dữ liệu khí hậu của Bao Đầu (1971−2000) | Dữ liệu khí hậu của Bao Đầu (1971−2000) | Dữ liệu khí hậu của Bao Đầu (1971−2000) | Dữ liệu khí hậu của Bao Đầu (1971−2000) | Dữ liệu khí hậu của Bao Đầu (1971−2000) | Dữ liệu khí hậu của Bao Đầu (1971−2000) |
| Tháng                                    | 1                                       | 2                                       | 3                                       | 4                                       | 5                                       | 6                                       | 7                                       | 8                                       | 9                                       | 10                                      | 11                                      | 12                                      | Năm                                     |
| ---------------------------------------- | --------------------------------------- | --------------------------------------- | --------------------------------------- | --------------------------------------- | --------------------------------------- | --------------------------------------- | --------------------------------------- | --------------------------------------- | --------------------------------------- | --------------------------------------- | --------------------------------------- | --------------------------------------- | --------------------------------------- |
| Cao kỉ lục °C (°F)                       | 7.4 (45.3)                              | 15.9 (60.6)                             | 20.4 (68.7)                             | 34.4 (93.9)                             | 35.9 (96.6)                             | 36.7 (98.1)                             | 39.2 (102.6)                            | 37.6 (99.7)                             | 35.0 (95.0)                             | 27.5 (81.5)                             | 19.3 (66.7)                             | 10.1 (50.2)                             | 39.2 (102.6)                            |
| Trung bình ngày tối đa °C (°F)           | −4.1 (24.6)                             | 0.4 (32.7)                              | 7.6 (45.7)                              | 16.9 (62.4)                             | 23.9 (75.0)                             | 28.2 (82.8)                             | 29.6 (85.3)                             | 27.1 (80.8)                             | 22.1 (71.8)                             | 14.8 (58.6)                             | 5.2 (41.4)                              | −2.3 (27.9)                             | 14.1 (57.4)                             |
| Trung bình ngày °C (°F)                  | −11.1 (12.0)                            | −6.8 (19.8)                             | 0.7 (33.3)                              | 9.5 (49.1)                              | 16.7 (62.1)                             | 21.4 (70.5)                             | 23.2 (73.8)                             | 21.0 (69.8)                             | 15.0 (59.0)                             | 7.3 (45.1)                              | −1.8 (28.8)                             | −9.0 (15.8)                             | 7.2 (44.9)                              |
| Tối thiểu trung bình ngày °C (°F)        | −16.8 (1.8)                             | −12.7 (9.1)                             | −5.6 (21.9)                             | 2.0 (35.6)                              | 8.7 (47.7)                              | 13.6 (56.5)                             | 17.1 (62.8)                             | 15.3 (59.5)                             | 8.7 (47.7)                              | 1.3 (34.3)                              | −7.2 (19.0)                             | −14.3 (6.3)                             | 0.8 (33.5)                              |
| Thấp kỉ lục °C (°F)                      | −31.4 (−24.5)                           | −28.8 (−19.8)                           | −20.4 (−4.7)                            | −10.4 (13.3)                            | −3.0 (26.6)                             | 3.2 (37.8)                              | 10.5 (50.9)                             | 4.9 (40.8)                              | −2.0 (28.4)                             | −11.8 (10.8)                            | −20.8 (−5.4)                            | −25.6 (−14.1)                           | −31.4 (−24.5)                           |
| Lượng Giáng thủy trung bình mm (inches)  | 2.1 (0.08)                              | 3.8 (0.15)                              | 8.3 (0.33)                              | 8.1 (0.32)                              | 17.3 (0.68)                             | 28.0 (1.10)                             | 81.3 (3.20)                             | 87.7 (3.45)                             | 38.7 (1.52)                             | 17.1 (0.67)                             | 3.8 (0.15)                              | 1.4 (0.06)                              | 297.6 (11.71)                           |
| Số ngày giáng thủy trung bình (≥ 0.1 mm) | 1.4                                     | 2.2                                     | 2.9                                     | 3.0                                     | 4.7                                     | 7.0                                     | 10.5                                    | 10.7                                    | 6.9                                     | 3.8                                     | 1.7                                     | 1.5                                     | 56.3                                    |
| Nguồn: Weather China                     |                                         |                                         |                                         |                                         |                                         |                                         |                                         |                                         |                                         |                                         |                                         |                                         |                                         |

## Lịch sử
Khu vực ngày nay gọi là Bao Đầu đã được những người dân du cư chiếm lĩnh từ thời cổ đại, chủ yếu là người Mông Cổ. Gần cuối thời kỳ nhà Hán, Lã Bố, một trong những viên tướng hùng mạnh trong thời kỳ này, là người sinh ra ở đây. So với thủ phủ của khu tự trị, Hohhot, việc xây dựng của Bao Đầu để biến nó trở thành một đô thị diễn ra tương đối muộn hơn, với địa vị thị trấn có được vào năm 1809. Nơi đây được chọn vì có một vùng đất rộng có khả năng trồng trọt được thuộc khu vực Hà Sáo của Hoàng Hà.
Đường sắt từ Bắc Kinh tới được xây dựng trong giai đoạn 1925-1931, và thành phố này bắt đầu phát triển được một số cơ sở công nghiệp. Một liên doanh Đức-Trung năm 1934 đã xây dựng sân bay Bao Đầu và mở các chuyến bay mỗi tuần một lần tới Ninh Hạ và Lan Châu.
Khi Owen Lattimore tới Bao Đầu năm 1925, nó vẫn còn là "một thị trấn nhỏ vô giá trị trong một lớp vỏ rỗng lớn với các thành lũy bằng bùn đất, trong đó 2 đường phố bận rộn nhất là khu thương mại", nhưng đã là một ga đường sắt tiếp tế quan trọng. Len và da từ Thanh Hải và Cam Túc khi đó còn được chuyên chở theo sông Hoàng Hà bằng bè và thuyền từ Lan Châu tới Bao Đầu, sau đó vận chuyển theo tàu hỏa từ đây tới phía đông (cụ thể là tới Thiên Tân để xuất khẩu). Tuy nhiên, vận chuyển đường sông chỉ là một chiều, do dòng chảy nhanh không cho phép thuyền bè ngược dòng. Để đi từ Bao Đầu ngược trở về Lan Châu hay Ngân Xuyên, người ta phải dùng xe ngựa hay bằng lạc đà. Tại đây cũng có những con đường của khách lữ hành từ Bao Đầu tới Ordos và Alashan
Từ ngày 19 tháng 9 năm 1949 trở đi, Bao Đầu thuộc quyền quản lý của những người cộng sản. Chính quyền nhân dân được thành lập vào tháng 2 năm 1950. Trong những năm đầu tiên thuộc chính quyền mới, Bao Đầu là một trung tâm công nghiệp, với một tỷ lệ đáng kể trong kinh tế của thành phố là sản xuất thép và nó vẫn còn tiếp tục cho tới nay.

## Giáo dục
Tại Bao Đầu có các trường đại học và cao đẳng sau:
- Đại học Khoa học Kỹ thật Bao Đầu (nguyên là Cao đẳng gang thép Bao Đầu)
- Cao đẳng Sư phạm Bao Đầu
- Cao đẳng Y tế Bao Đầu

## Kinh tế

### Giao thông
Sân bay Bao Đầu, cách trung tâm thành phố 23 km, có các chuyến bay tới Bắc Kinh, Thạch Gia Trang, Thượng Hải, Hàng Châu, Quảng Châu, Thành Đô, Thái Nguyên. Tại Bao Đầu có 2 nhà ga đường sắt là nhà ga Bao Đầu và nhà ga Bao Đầu Đông, nối thành phố này với Bắc Kinh, Thiên Tân, Tây An, Thượng Hải, Thạch Gia Trang, Ninh Ba, Hohhot. Đường bộ có đường cao tốc Hô-Bao nối Hohhot, Ngũ Nguyên với Bao Đầu.